# Ježevica
Ježevica (en serbe cyrillique : Јежевнца) est une localité de Serbie située sur le territoire de la Ville de Čačak, district de Moravica. Au recensement de 2011, elle comptait 1 274 habitants.
Ježevica est officiellement classée parmi les villages de Serbie. Plusieurs localités, situées à proximité, portent le nom de Ježevica.

## Démographie

### Évolution historique de la population
| 1948  | 1953  | 1961  | 1971  | 1981  | 1991  | 2002  | 2011  |
| ----- | ----- | ----- | ----- | ----- | ----- | ----- | ----- |
| 1 373 | 1 436 | 1 382 | 1 479 | 1 432 | 1 388 | 1 330 | 1 274 |

|  |